# 香港城市大學秋祭
香港城市大學秋祭（簡稱城大秋祭），是香港首個大專學院同人誌即賣會。城大秋祭由香港城市大學學生會動漫畫同人誌幹事會主辦，但由於每年均由不同學生接任，所以每年均有一個獨特的主題。除第一屆夏祭、2014年幻之祭（因為雨傘革命延遲至同年聖誕節）、2016年玄之祭、2017年朧之祭（城大校方介入現金交易方法而延遲至2018年1月）、2018年嵐之祭（小型天花板倒塌事故而延遲至2019年1月更名冬祭）及2020年蒼之祭（原定2月冬祭，後因城大校方加建圍墻與入閘機而一度延遲，最後取消）外，城大秋祭每年都會於十月舉行。

## 概要
- 城大秋祭（包括第一屆夏祭）均在香港城市大學多用途活動室A、B、C舉行，由第九屆開始有使用新場館演講廳LT401，而舉辦日數均在二至三日之間。
- 包括第一屆夏祭，城大秋祭由2000年開始舉辦，至2016年已舉辦了十七屆，是眾多香港大專學院同人誌即賣會中歷史最悠久的。
- 城大秋祭現時是香港第三大的同人誌即賣會。[來源請求]

## 歷屆主題
- 2006年 : 萌之祭
- 2007年 : 緋之祭
- 2009年 : 月之祭
- 2010年 : 海之祭
- 2011年 : 楓之祭
- 2012年 : 華之祭
- 2013年 : 火之祭
- 2014年 : 幻之祭
- 2015年 : 漣之祭
- 2016年 : 玄之祭
- 2017年 : 朧之祭
- 2018(9)年 : 嵐之祭
- 2020年 : 蒼之祭（但因校內安全理由取消）
- 2021年 : 澄之祭

## 主辦單位
- 香港城市大學學生會動漫畫同人誌幹事會。

## 另見
- 同人誌即賣會
- 同人
- 螢之祭:香港職業訓練局院校學生組織的同類活動